# Daniel Schmidt
Daniel Schmidt, född 17 april 1991, är en svensk innebandyspelare som under största delen av sin karriär varit aktiv i Järfälla IBK. Han gjorde A-lags-debut 2006, 15 år gammal. Inför säsongen 2009/2010 utsågs Schmidt till lagkapten, Svenska Superligans yngsta någonsin. Schmidt har under de senaste åren varit ett eftertraktat namn i många SSL-lag, men valde att under maj 2011 skriva på ett kontrakt som sträcker sig ända till 2013.
Det blev sedan några år till i Järfälla. 
Efter några matcher förra säsongen i Rosersbergs IK så spelar Daniel fr.o.m säsongen 2021/2022 i SK Vide från Knivsta.
Han är äldre bror till Simon Schmidt (född 1994) som spelar i Visby IBK i Allsvenskan södra.